# La Chasse au nègre
La Chasse au nègre ("La caccia al negro") è una statua di marmo scolpita da Félix Martin nel 1873. È conservata nel museo La Piscine, a Roubaix.

## Storia
Félix Martin era uno scultore nato sordo che venne istruito all'istituto nazionale dei giovani sordi di Parigi, poi alla scuola nazionale superiore delle belle arti e che frequentò la scuola francese di Roma. La creazione di quest'opera si colloca in un'epoca nella quale la schiavitù era stata abolita in Gran Bretagna nel 1833-1834 e in Francia nel 1848, ma era rimasta in vigore negli Stati Uniti fino al 1865.
Sensibile alla condizione degli schiavi afroamericani, Félix Martin espose questo gruppo scolpito al Salone del 1873 con un titolo scioccante, La Chasse au nègre, che illustra una pratica comune nelle piantagioni statunitensi e francesi: l'inseguimento degli schiavi in fuga con dei cani addestrati per questo scopo. Egli realizzò così una delle evocazioni, molto rare in scultura, di questa pratica crudele e indegna.
La statua venne acquistata dallo stato francese nel 1873 e venne esposta nel museo di Évreux. Nel 1931 si tenne una grande esposizione coloniale a Parigi, e in nome della "missione civilizzatrice della Francia nel mondo" furono nascoste e messe in secondo piano le opere che potevano causare delle polemiche, come la scultura di Martin. Su richiesta del presidente dell'istituto coloniale francese, l'opera venne spostata nella mensa dei dipendenti del municipio di Évreux, cadendo nell'oblio. Dopo tanti anni, l'opera venne esposta nuovamente nel 2001 al museo La Piscine di Roubaix.

## Descrizione
Questo gruppo scolpito in marmo bianco è composto da due elementi, il corpo seminudo di un giovane nero e un segugio che lo azzanna alla gola. Il nero, con il braccio destro appoggiato al suolo e il torso eretto, tenta di liberarsi dalla stretta dei morsi del cane spingendolo via con la sua mano sinistra. Il segugio poggia la sua zampa anteriore sinistra sulla coscia sinistra dell'uomo, piegata in avanti. La zampa anteriore destra dell'animale si appoggia al petto dell'individuo, che gira la testa verso sinistra, mentre fa una smorfia per il dolore. Il terreno è ricoperto di piante.